# 오라녜나사우 훈장
오라녜나사우 훈장(Orde van Oranje-Nassau, 네덜란드어 발음: [oːˈrɑnjə ˈnɑsʌu̯])는 네덜란드의 민군 훈장체계로, 1892년 4월 4일 섭정 발데크피르몬트의 엠마가 만들었다. "사회를 위해 특별한 기여를 한 누구나" 받을 수 기사단 훈장(order of chivalry)이다. 그들의 행동을 수행한 특별한 방식을 통해 사회로부터 감사와 인정을 받는 사람들이 받는 훈장이다. 오라녜나사우 훈장 중 낮은 등급들이 영국의 대영 제국 훈장과 비견되곤 하지만 네덜란드 수훈 체계에서 접두사나 접미사와 같은 명예 칭호는 빌럼 군사훈장 수훈자에게를 제외하고는 사용하지 않는다.

## 역사
1841년 룩셈부르크의 대공이자 네덜란드 왕인 빌럼 2세가 오크 왕관 훈장을 만들었다. 이것은 공식적인 네덜란드의 훈당이 아니었지만 수자들은 대부분이 네덜란드인이었다. 빌럼 3세가 사망한 이후 가문 조약에 따라 나사우 가문의 다른 가문에 비해 룩셈부르크 가문이 우세를 차지했다. 네덜란드에서는 빌럼 군사훈장과 네덜란드 사자 훈장을 제외한 3번째 훈장이 필요했고, 외국의 정치인들과 낮은 계급 및 계층의 시민들도 받을 수 있는 왕립 훈장이 필요했다.
제2차 세계 대전 당시 오라녜나사우 훈장은 네덜란드 군인들과 나치 독일로부터 네덜란드를 해방시킨 외국 군인, 그리고 태평양의 네덜란드 식민지들을 탈환하게 도와준 외국 군인들도 받게 되었다. 오늘날에도 이 훈장은 민군 훈장 중 네덜란드에서 가장 많이 수여되는 훈장으로, 네덜란드 사자 훈장 다음의 훈장으로 인식되고 있다. 이 훈장은 군주의 생일 때마다 매년 수여되고 있으며 3500명의 지명자가 수훈 후보로 오르게 된다. 오라녜나사우 훈장은 외국 왕자, 총리, 외교관, 고위관리에게도 수여된다.
1994년 네덜란드 수훈 체계가 30년간의 논의 끝에 개정되었다. 법에 의한 이 개정은 더 민주적인 수훈 제도를 만들고 사회적 지위 및 계층에 상관 없이 수훈하기로 되었다. 원칙적으로 모든 네덜란드 사회의 구성원이 이 훈장을 받을 수 있다. 훈장은 특별하고 개인적인 사회 기여에 기초하여 수상된다. 개정 전 이 훈장은 5개의 계급과 추가적인 명예훈장도 있었다. 명예 훈장은 훈장 수훈자와 연계되어 있었으며 운반인은 훈장 수여자에 포함되지 않았다. 1996년 명예훈장은 폐지되었고 이는 오라녜나사우 훈장 회원층으로 대체되었다.

## 주해
1. ↑  중세부터 이어지는 기사단의 전통 양식에 따른 훈장의 분류인데, 훈장의 분류가 기사단 훈장일 뿐 오라녜나사우 훈장을 받은 사람들이 기사작위를 받는 것은 아니다. 오라녜나사우 훈장은 기사작위와 관계가 없다.